# Cedrelopsis
Cedrelopsis is een geslacht uit de wijnruitfamilie (Rutaceae). De soorten komen voor op het eiland Madagaskar.

## Soorten
- Cedrelopsis ambanjensis J.-F.Leroy
- Cedrelopsis gracilis J.-F.Leroy
- Cedrelopsis grevei Baill. & Courchet
- Cedrelopsis longibracteata J.-F.Leroy
- Cedrelopsis microfoliolata J.-F.Leroy
- Cedrelopsis procera J.-F.Leroy
- Cedrelopsis rakotozafyi Cheek & Lescot
- Cedrelopsis trivalvis Leroy

... · 
Acradenia · 
Acronychia · 
Aegle · 
Afraegle · 
Amyris · 
Casimiroa · 
Choisya · 
Citrus · 
Clausena · 
Dictamnus · 
Diplolaena · 
Fortunella · 
Limonia · 
Melicope · 
Murraya · 
Phellodendron · 
Poncirus · 
Ptelea · 
Ruta · 
Skimmia · 
Tetradium · 
Vangueriella · 
Vepris · 
Zanthoxylum · 
Zieria · 
...